# Accelerador (aeronàutica)

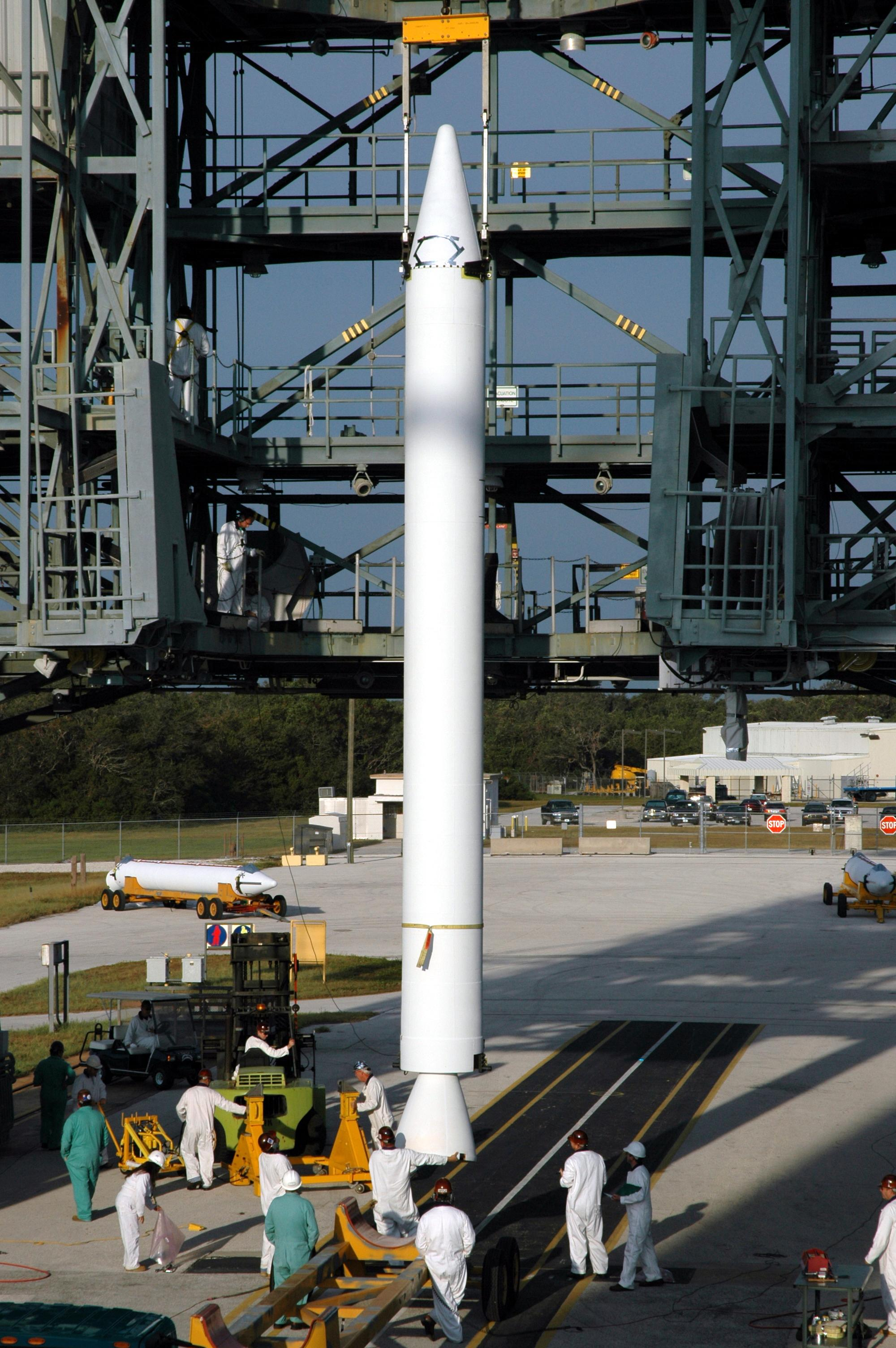
Un accelerador amarrat GEM-40 pel vehicle de llançament Delta II.

Un accelerador és o bé el primer tram d'un vehicle de llançament multitram o bé un coet amarrat que s'usa per augmentar la potència d'enlairament del vehicle i la seva capacitat de càrrega. Els acceleradors són generalment necessaris per llançar les naus espacials cap a l'òrbita terrestre o més enllà. En tots els casos l'accelerador es deixa caure a l'oceà quan el combustible s'esgota: aquest punt es coneix com a punt límit del motor accelerador (BECO, sigles en anglès de booster engine cut-off). La resta del vehicle de llançament continua el seu vol amb els seus trams restants. L'accelerador pot ser recuperat i reutilitzat, com és el cas del transbordador espacial.